# Dora Schmidt
Dora Schmidt (Bazel, 3 februari 1895 - aldaar, 6 september 1985) was een Duits-Zwitsers ambtenaar. Zij was de eerste vrouwelijke leidinggevende ambtenaar binnen de Zwitserse federale administratie.

## Biografie
Dora Schmidt werd geboren als dochter van een Duitse theologieprofessor. Zij was een broer van de socialistische politicus Franz Schmidt.
Ze studeerde economie, filologie, geschiedenis en publiekrecht in Bazel, Bern en Berlijn. In 1926 behaalde ze een doctoraat. Van 1925 tot 1941 was ze ambtenaar bij de Federale Dienst voor Industrie, Handel en Arbeid. Ze werd er de eerste vrouwelijke leidinggevende ambtenaar binnen de Zwitserse federale administratie. Ze zette zich in voor de bescherming van jonge en vrouwelijke arbeiders. Tijdens de Tweede Wereldoorlog, van 1939 tot 1942, werkte ze op de Federale Ravitailleringsdienst. Vervolgens was ze van 1942 tot 1944 lid van de Federale Prijzencontrolecommissie. Van 1942 tot 1946 was ze ook economisch raadgeefster bij de Unie van Zwitserse Banken.
Daarnaast zette Schmidt zich ook in voor de vrouwenbeweging en was ze auteur van verscheidene bijdragen over economie, sociaal beleid en de feministische thematiek.
Ze overleed in 1985 in Bazel op 90-jarige leeftijd.